# Пьетро Франческо
Пьетро Франческо (годы жизни неизвестны, также упоминается в летописях как Пётр Фрязин и Пётр Френчужко Фрязин) — итальянский архитектор на службе у Василия III.
Считается, что приехал на Русь в 1494 году, вывезенный послами Мануилом Ангелом и Данилой Момыревым. Пьетро Франческо строил в 1509—1511 годах каменный Нижегородский кремль (строительство началось в 1508:8 и было завершено в 1515 году).
Летопись гласит:

В лето 7017 (1509) Государь Царь и Великий Князь Василий Иванович привёз с Москвы в Нижний Новград Петра Фразина, и велел ему ров копать где быть городовой каменной стене и башням, в прибавку к Дмитриевской башне.— 